# كريس موس
كريس موس (بالإنجليزية: Chris Moss)‏ مواليد 7 فبراير 1980 في كولومبوس، هو لاعب كرة سلة أمريكي. بدأ مسيرته الاحترافية في سنة 2002. يبلغ طوله 6 قدم 8 1⁄2 بوصة (2.0 م).

## المسيرة الاحترافية
لعب مع منورقة لكرة السلة في الدوري الإسباني من سنة 2003 إلى 2008، ثم لعب مع سي بي مورسيا من سنة 2008 إلى 2010، ثم لعب مع سكايلاينرز فرانكفورت في الدوري الألماني في موسم 2010–2011، ثم لعب مع بينارول دي مار ديل بلاتا في الدوري الأرجنتيني في سنة 2015.

## روابط خارجية
- كريس موس على موقع الدوري الإسباني لكرة السلة (الإسبانية)
- كريس موس على موقع كرة السلة الأوروبية.كوم (الإنجليزية)
- كريس موس على موقع كلية كرة السلة في سبورتس رفرنس.كوم (الإنجليزية)
- كريس موس على موقع ريلجم (الإنجليزية)
- كريس موس على موقع بروبوليرز (الإنجليزية)
- كريس موس على موقع سبورتس رفرنس (الإنجليزية)